# Отпътувания
„Отпътувания“ (на японски: おくりびと) е японски драматичен филм от 2008 година на режисьора Йоджиро Такита по сценарий на Кундо Кояма по мотиви от мемоарите на Аоки Шинмон.
В центъра на сюжета е млад мъж, който се отказва от кариерата си на класически музикант и става ноканши, традиционен служител в погребални обреди. Главните роли се изпълняват от Масахиро Мотоки, Рьоко Хиросуе, Цутому Ямазаки.
„Отпътувания“ получава награда „Оскар“ за чуждоезичен филм.